# Let TWA 800
Let TWA 800 byl pravidelný let společnosti Trans World Airlines z letiště Johna F. Kennedyho v New Yorku na Letiště Řím-Fiumicino s mezipřistáním na letišti Charlese de Gaulla v Paříži.
17. července 1996 ve 20:19 hodin letadlo Boeing 747-131 s registračním označením N93119 vzlétlo a ve 20:31:12 zmizelo z obrazovek radaru. Na palubě bylo 212 pasažérů a 18 členů posádky. O 38 sekund později se ozval kapitán Boeingu 737 společnosti Eastwind Airlines s hlášením: "Viděl jsem nějakou explozi ve výšce 16 000 stop (4 900 metrů)." Vyšetřování zjistilo, že let TWA 800 se zřítil nad Atlantským oceánem po explozi neznámého původu. Havárii letadla nikdo nepřežil. Následné vyšetřování odhalilo, že explozi pravděpodobně, ne však s jistotou, způsobila jiskra z nezabezpečeného senzoru paliva a konstrukční chyba, kdy pod nádržemi byly umístěny klimatizační jednotky, které nadměrně ohřívaly nádrž i palivo v ní. Osobní svědectví lidí z pobřeží tehdy přinesla i verze, že se mohlo jednat o teroristický útok nebo zbloudilou střelu amerického námořnictva. Jedna z nepotvrzených, ale ani nevyvrácených teorií říká, že letoun mohl zasáhnout kulový blesk.
Nehodě se věnují dokumentární série Vteřiny před katastrofou a Letecké katastrofy.